# Aaron Farlow
Aaron Farlow (* 19. April 1981 in Queanbeyan) ist ein ehemaliger Triathlet aus Australien und Ironman-Sieger (2011).

## Werdegang
Farlow startete seit 2004 als Triathlon-Profi.
2009 wurde er in Perth (Australien) Zwölfter bei der Weltmeisterschaft auf der Langdistanz.
Im Juli 2011 holte sich Aaron Farlow in Großbritannien seinen ersten Sieg über die Ironman-Distanz (3,86 km Schwimmen, 180,2 km Radfahren und 42,195 km Laufen). Farlow lebt in Canberra. Seit 2012 tritt er nicht mehr international in Erscheinung.

## Sportliche Erfolge
| Datum/Jahr    | Rang | Wettbewerb                      | Austragungsort | Zeit     | Bemerkung                                  |
| ------------- | ---- | ------------------------------- | -------------- | -------- | ------------------------------------------ |
| 21. März 2010 | 3    | Ironman 70.3 Singapore          | Singapur       | 03:55:45 | [ 1 ]                                      |
| 13. Dez. 2009 | 1    | Canberra Half Ironman Triathlon | Canberra       | 04:05:33 |                                            |
| 14. Juni 2009 | 3    | Challenge Kraichgau             | Kraichgau      | 04:04:15 | Dritter auf der Mitteldistanz im Kraichgau |
| 14. Dez. 2008 | 1    | Canberra Half Ironman Triathlon | Canberra       | 04:12:39 |                                            |

| Datum/Jahr    | Rang | Wettbewerb                                       | Austragungsort   | Zeit     | Bemerkung                                                                                     |
| ------------- | ---- | ------------------------------------------------ | ---------------- | -------- | --------------------------------------------------------------------------------------------- |
| 23. Sep. 2012 | 3    | ASTC Long Distance Triathlon Asian Championships | Weihai           | 04:20:37 | ITU LD Triathlon World Series Event                                                           |
| 12. Aug. 2012 | 1    | Challenge Copenhagen                             | Kopenhagen       | 08:20:09 | [ 3 ]                                                                                         |
| 4. März 2012  | 5    | Ironman New Zealand                              | Taupō            | 03:58:57 | Witterungsbedingt musste der Ironman auf verkürztem Kurs als Ironman 70.3 ausgetragen werden. |
| 21. Jan. 2012 | 1    | Challenge Wanaka                                 | Lake Wānaka      | 08:41:53 |                                                                                               |
| 18. Sep. 2011 | 3    | Challenge Henley-on-Thames                       | Henley-on-Thames | 08:40:10 |                                                                                               |
| 11. Sep. 2011 | 2    | Ironman Wales                                    | Pembrokeshire    | 09:04:25 |                                                                                               |
| 31. Juli 2011 | 1    | Ironman UK                                       | Bolton           | 08:24:34 | Sieg mit neuem Streckenrekord                                                                 |
| 25. Okt. 2009 | 12   | ITU Long Distance Triathlon World Championships  | Perth            | 04:00:18 |                                                                                               |
| 19. Nov. 2006 | 30   | ITU Long Distance Triathlon World Championships  | Canberra         | 06:48:45 |                                                                                               |

(DNF – Did Not Finish)